# Kokošovce
Kokošovce este o comună slovacă, aflată în districtul Prešov din regiunea Prešov. Localitatea se află la altitudinea de 424 m deasupra n.m., se întinde pe o suprafață de 11,31 km2 și în 2017 număra 872 de locuitori.

## Istoric
Localitatea Kokošovce este atestată documentar din 1272.

## Demografie
| An:                | 1994 | 2004    | 2014    | 2024    |
| ------------------ | ---- | ------- | ------- | ------- |
| Număr de persoane: | 611  | 674     | 785     | 937     |
| Diferență:         |      | +10,31% | +16,46% | +19,36% |

| An:                | 2023 | 2024   |
| ------------------ | ---- | ------ |
| Număr de persoane: | 941  | 937    |
| Diferență:         |      | −0,42% |